# Ордона
Ордона (итал. Ordona) — коммуна в Италии, располагается в регионе Апулия, в провинции Фоджа.
Население составляет 2584 человека (2008 г.), плотность населения составляет 65 чел./км². Занимает площадь 40 км². Почтовый индекс — 71040. Телефонный код — 0885.
Покровителем коммуны почитается святой Лев Катанский, празднование 22 января.

## Демография
Динамика населения:

## Администрация коммуны
- Официальный сайт: